# اچ‌ام‌اس اریون (۸۵)
اچ‌ام‌اس اریون (۸۵) (به انگلیسی: HMS Orion (85)) یک کشتی بود که طول آن ۵۵۴٫۹ فوت (۱۶۹٫۱ متر) بود. این کشتی در سال ۱۹۳۲ ساخته شد.